# Chamber
Chamber (Jonothon "Jono" Evan Starsmore) egy kitalált szereplő, szuperhős a Marvel Comics képregényekből. Megalkotói Scott Lobdell író és Chris Bachalo művész. Első megjelenése 1994 szeptemberében, a Generation X #1 számában.
Chamber az X-Men junior tagozatának, a Generation X-nek volt a tagja, bár szüntelen mogorvaság és rosszkedvűség jellemezte a csapattársakkal szembeni magatartását. Egy rövid ideig X-Men is volt.

## Életrajza
Jono brit mutáns, aki képes volt romboló energiát kilövellni a mellkasából. Az ereje első megnyilvánulása egy véletlen robbanás volt egy partin, ahol barátnőjével Gayle Edgerton-nal élvezték egymás társaságát. Elsettenkedtek kettesben a ruhatárba, nem tudni, hogy a pillanat izgalma és feszültsége volt e, vagy csak a puszta véletlen, hogy hatalmai ekkor öltöttek testet először. Gayle megpróbált segíteni neki, de a robbanás örökre tolószékre kárhoztatta a fiatal lányt.
Jono csak korlátozott ellenőrzéssel bírt az ereje felett. A különleges robbanás a mellkasa nagy részén rajta hagyta a nyomát, és az állát, valamint arca alsó harmadát is megsebezte. Ennek eredményeképpen csak telepatikusan volt képes kommunikálni. Nem evett, nem ivott vagy lélegzett; a jelek szerint a pszichikus energia táplálta anélkül, hogy az általánosan létfontosságúnak tartott szerveire szüksége lett volna. Mintha a teste csupán egy burok lenne, ami valójában telepatikus energiákból áll. (A szereplő eredeti neve, a Chamber, jelentése: Kamra, is erre célozhat.)

### Generation X
Kevéssel mutáns hatalmai testet öltése után Jono elfogadta a hívást, hogy csatlakozzon Xavier professzor különleges fiataloknak fenntartott iskolájába. A repülőtéren megtámadta Emplate, egy gonosz mutáns, aki mutálódott genetikai anyagot fogyaszt, hogy életben maradjon. A Generation fiatal csapata lett a felmentő sereg.
Nem sokkal csatlakozása után már ő győzte meg az eszét vesztett Penance-t, hogy hagyjon fel az X-ek üldözésével, mivel képes volt szimpátiát mutatni a nő ijesztő természete ellenére és elérte, hogy a csapattal éljen.
Később Emplate elfogta Chambert annak korábbi barátnője segítségével, aki a fiút hibáztatta a történtekért és azzal vádolta, hogy tönkretette az életét, de az újabb találkozás és a mindkettejük közös fájdalma feloldotta a gyűlöletét.
Chamber lassacskán romantikus kapcsolatba bonyolódott csapattársával Husk-kal (Paige Elisabeth Guthrie), bár a viszonyuk esetlen volt és feszültségekkel teli, így nem tartott sokáig.
Chamber még levertebb lett, mikor látta, hogy a Generation egy másik tagja Synch (Everett Thomas), aki a duplájára volt képes növelni a közelében tartózkodó mutánsok erejét járatosabbnak bizonyult Chamber saját erejében, mint ő maga.
Mikor az iskolát megtámadta egy mutáns-ellenes csoport Synch elhunyt. Az incidens fordulópontnak bizonyult a Generation X ifjú mutánsainak számára.

### X-Man, Weapon X
Amikor a diákok elköltöztek a Massachusetts Academy of Higher Learning-ből Jonónak felkínáltak egy tagságot az X-Men felnőtt csapatában, aki azonban ennek ellenére is inkább visszatért Londonba. Egy rövid ám annál viharosabb viszonyt folytatott a popsztár Sugar Kane-nel, így teremtve meg az énekesnőt felkapó sajtóérdeklődést. Az útjaik elváltak, mikor a nő menedzsere megrendezte a sztár anti-mutáns erők általi elrablását egy hamis bulvárlapcikket követően, amiben Sugar állítólagos terhességéről írtak. A nem létező gyermek apja a cikk szerint Jono lett volna.
Mint X-Man, Chamber az Empire State University mutáns diákjainak látszólagos gyilkosságait vizsgálta. Tudomást szerzett egy hüllőszerű mutánsról Amber-ről, aki az egyetlen nem emberi diákja maradt az egyetemnek mikor a felsőoktatásbeli mutáns program véget ért.
Visszatérve az X-ekhez Husk-ot Arkangyal karjaiban találta. A féltékeny és dühös Jono megtámadta a férfit- dacára, hogy már rég nem járt Husk-kal. Lerombolta a bárt, ahol voltak, és távozott. Az X-Men megelégelte Jono antiszociális viselkedését és úgy döntött a hatóságokat bízza Chamber ügyét. A börtönben, ahol az erejét gátló sisak viselésére kényszerítették, kapott egy felhívást a S.H.I.E.L.D. ügynök Brent Jacksontól, hogy csatlakozzon a Weapon X, magyarul az X Fegyver nevű programhoz. Elfogadta, habár tulajdonképpen már beszivárgott a csoportba, míg X-Man volt. A program keretében helyreállították sérült testét, de később felfüggesztették a terv folytatását.
Úgy tűnt Jono egy újabb energiakitörése megint megrongálta az arcát és csatlakozott az Excelsior nevű szuperhőscsapathoz, de az olvasóknak felfedték, hogy ez csupán egy Chamber szerepében pózoló szélhámos volt. (A képregényben a többi csapattag előtt ez titokban maradt.)

### House of M és a Decimation
Mikor a Skarlát Boszorkány elszabadult erői a valóság torzulását okozták a House of M eseményei alatt, Chamber egyike volt azon mutánsoknak, akik megfosztattak az erőiktől. Az arca alsó része, álla, a szívével együtt még egyszer súlyosan megsérült. A mellkasa helyén gyakorlatilag egyetlen üreg tátongott, gép pótolta a vérkeringését, amit az X-Men bocsátott a kórház rendelkezésére, ahol hagyták míg a dolgok lehűlnek az X-birtokon.
Innét szólították soraikba az Apocalypse vs Dracula mini sorozatban szereplő Akkaba klán, akik Apokalipszis (En Sabah Nur) genetikai leszármazottjai. Döntésüket arra alapozták, hogy Chamber sok hasonlóságot mutatott képességeiben és más egyebekben is egy John Jack Starsmore nevű tagjukhoz és feltételezték, hogy Chamber valamilyen úton az ő ivadéka.
Egy angliai kórházba vitték, ahonnét néhány héttel később terapeutája elrabolta, aki nem volt más mint Frederick Slade, az Akkaba egyik tagja. Az Ozymandias nevű szuperbűnöző és empata felügyelet alatt teljesen felépült miután vérátömlesztést kapott Apokalipszistől és átváltozott annak egy tizenéves verziójává. Hatalmai Omega szintűre fejlődtek.

### New Warriors
Decibel névvel jelenik meg New Warriors-ban, ahol ereje már hangrobbanásokban mutatkozik meg, de teljes mibenléte ismeretlen.

## Képességek
Chamber a House of M eseményeit követően elvesztette a képességeit. Jelenleg ismeretlen hatalmakat birtokol, amiket az Apokalipszistől kapott vérátömlesztésnek köszönhet.
Korábban Chamber a mellkasában és szájában manifesztálódó telepatikus energiát volt képes összpontosítani, ami lézer természetű robbanásokban nyilvánult meg. Bár ezek az energiák teste létfontosságú részeit pusztították el először Chamber telepatikus ereje kárpótolta őt ezért a veszteségért, aminek segítségével hang nélkül is tudott kommunikálni és nem volt szüksége evésre, vegy lélegzésre.
Egy alkalommal Chamber az egész testét helyreállította, habár ez a hatás nem tartott sokáig. Ez az esemény szintén azt az elméletet erősítette, hogy a testi alakja egyszerűen egy héj a tiszta szellemi energia számára.
Egyszer az egyik Generation X beli társa: Synch, mutáns erejét használva „lemásolta” Chamber képességeit és ekkor tudott repülni. Maga Jono sosem mutatta ezt a fajta tehetséget sem előtte, sem utána.
Miután az Apokalipszis klánja testileg megváltoztatta Jonot egy tesztnél Omega szintű erőt mértek nála.
Továbbra is tehetségesen gitározik és nyit fel zárakat tolvajkulcs segítségével.

## X-Men Icons
Az X-Men Icons minisorozat egyik főszereplője Chamber volt, ahol amellett, hogy érdekességeket tudhatunk meg a Marvel Világában ritka, de létező mutáns pozitív diszkriminációról (az Empire State University ingyen szobákat és tandíjmentességet biztosít a mutáns hallgatóinak) és Jono lelkivilágába is mélyebb betekintést nyerhetünk.
A Jono-t érintő részt Brian K. Vaughan írta, Lee Ferguson rajzolta, Norm Rapmund húzta ki, a színekért Jose Villarrubia, a betűkért Dave Sharpe felelt. Szerkesztője Mike Raicht volt.
Eredetileg $2.99 US-ba került.

## Megjelenése más médiában

### Age of Apocalypse
Az Age of Apocalypse idővonalban Chamber egy teljesen más személyiség. Ő a Generation Next vezetője Árnymacska és Kolosszus után. A hatalmát korábban felfedezték és egy mellkasi korong segítségével szabályozni képes a használatát, az arca és teste sértetlen. Itt is szenvedélyes kapcsolatot folytatott Husk-kal. A csapata nagy részével együtt megölték, mikor behatoltak Sugar Man rejtekhelyére Kolosszus nélkül.